# Президентские выборы в Колумбии (1942)
Президентские выборы в Колумбии проходили 3 мая 1942 года Оба кандидата представляли Либеральную партию. Президенту Альфонсо Лопес Пумарехо противостоял либерал-самовыдвиженец Карлос Аранго Велес. Альфонсо Лопес Пумарехо получил 58,6% голосов и вновь стал президентом Колумбии. Он был приведён к присяге 7 августа 1942 года.
Альфонсо Лопеса Пумарехо поддерживала Коммунистическая партия, в то время как Карлоса Аранго Велеса — Консервативная партия.

## Результаты
| Кандидат                          | Партия                            | Голоса    | %    |
| --------------------------------- | --------------------------------- | --------- | ---- |
| Альфонсо Лопес Пумарехо           | Либеральная партия                | 673 169   | 58,6 |
| Карлос Аранго Велес               | Либеральная партия                | 474 637   | 41,4 |
| Недействительные/пустые бюллетени | Недействительные/пустые бюллетени |           | –    |
| Всего                             | Всего                             | 1 147 806 | 100  |
| Действительные бюллетени/Явка     | Действительные бюллетени/Явка     | 2 056 366 | 55,5 |
| Источник: Nohlen                  |                                   |           |      |